# Giuseppe Amisani
Giuseppe Amisani (Mede, 7 de diciembre de 1881-Portofino, 8 de septiembre de 1941) fue un pintor italiano. 

## Biografía
Nació en la provincia de Pavía, también estuvo activo en Londres. Estudió en la Academia de Bellas Artes de Brera.[cita requerida]
En 1908 entra en la vida artística milanesa, compartiendo con Antonio Ambrogio Alciati la fama de la época en la Belle Époque, especialmente como retratista elegante y colorista fresco.[cita requerida]
El representante es un retrato suyo de Lyda Borelli con el que ganó el Premio Fumagalli en 1912, y que fue adquirido por el Museo de Arte de São Paulo en Brasil luego revendido.
Se volvió cada vez más hacia el retrato femenino, pero también produjo paisajes, particularmente ingleses y africanos. Amisani participó en la Bienal de Venecia de 1920.
Estuvo, por sus obras, dos veces en América, en Egipto, en Rodas, en Argelia, en Inglaterra y en Francia.[cita requerida]

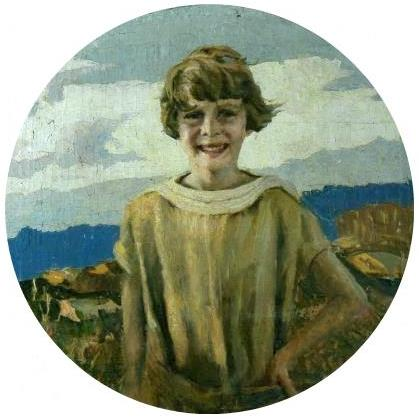
Ritratto del Re d'Egitto Farouk bambino
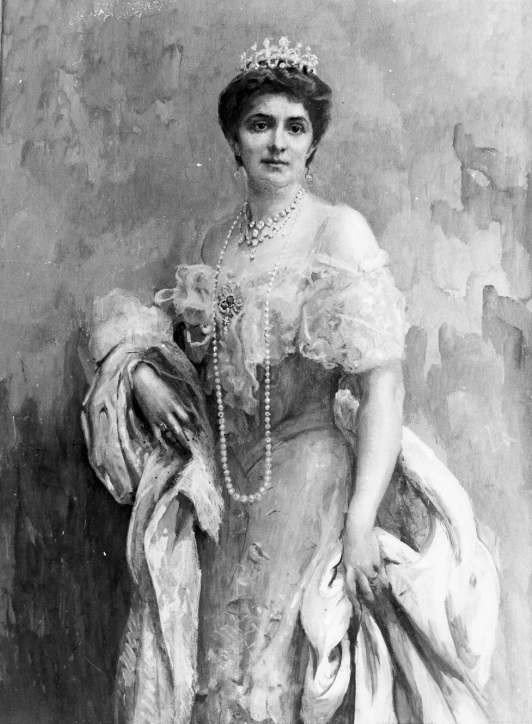
Regina d'Italia Elena, Palazzo della Farnesina, Ministero Italiano degli Esteri
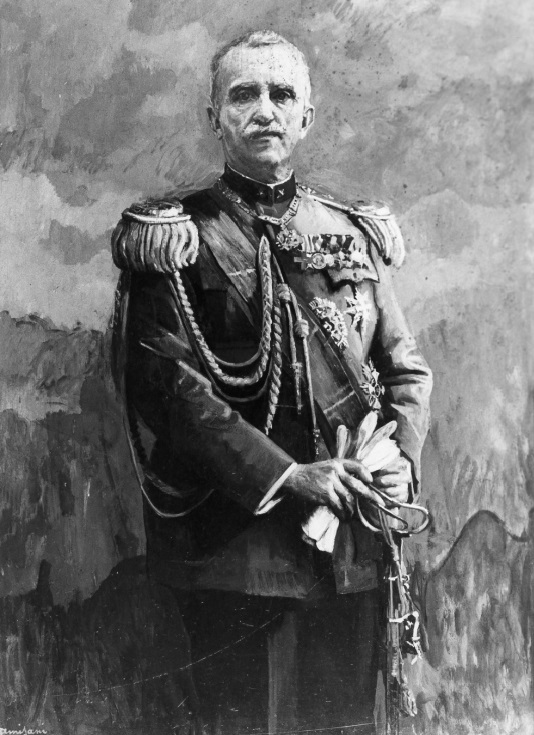
Re d'Italia Vittorio Emanuele III, Palazzo della Farnesina, Ministero Italiano degli Esteri
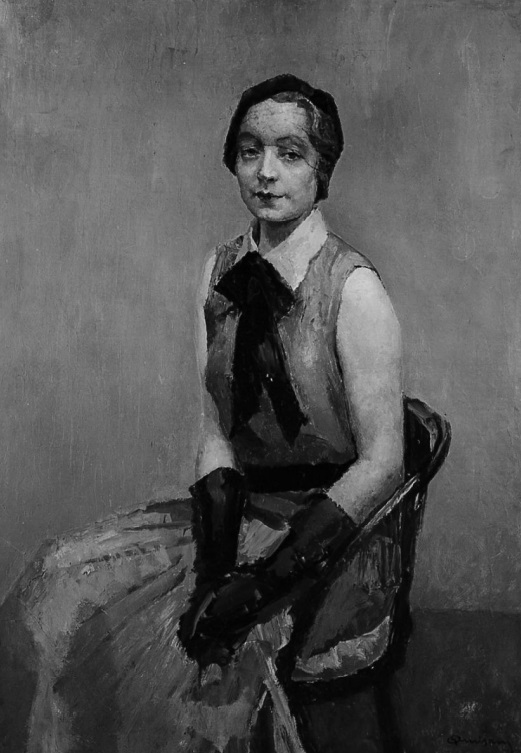
Ritratto di Caterina, Museo degli Uffizi, Palazzo Pitti, Firenze
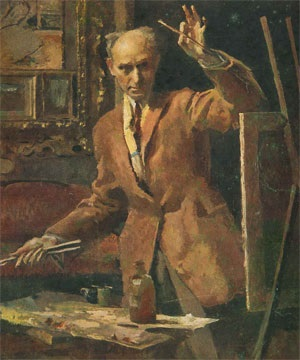
Autoritratto, Museo degli Uffizi, Palazzo Pitti, Firenze
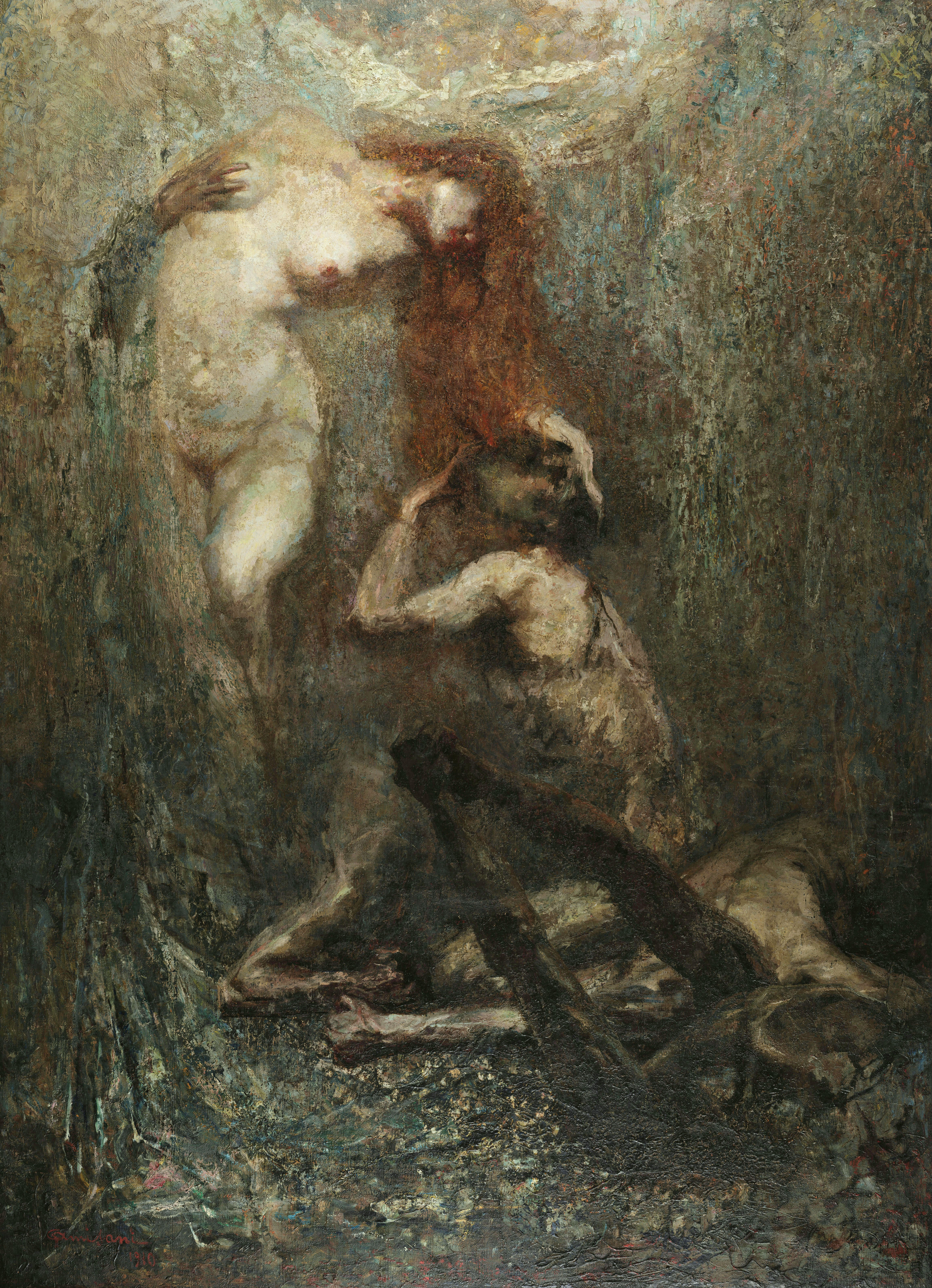
La Culla Tragica, Pinacoteca do Estado de São Paulo, Brasile
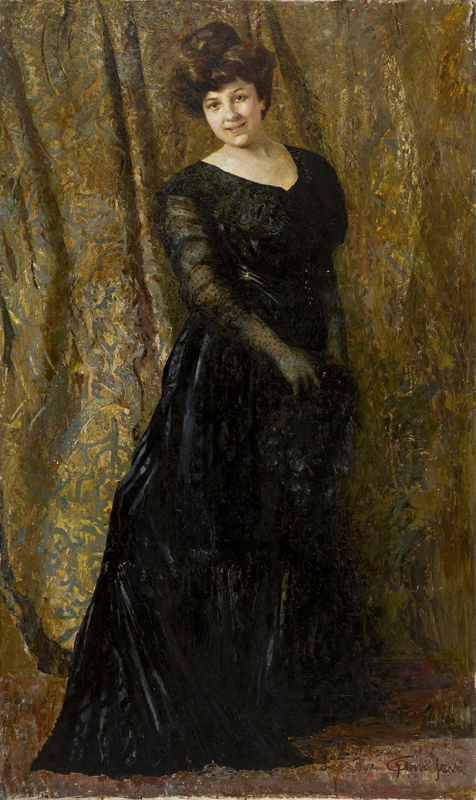
Signora in piedi, Pinacoteca do Estado de São Paulo, Brasile

## Museos
Las obras de Giuseppe Amisani se exhiben en varios museos, entre ellos:[cita requerida]
- Galleria degli Uffizi, Florencia.
- Museo de Palazzo Pitti, Florencia.
- Museo del Teatro alla Scala, Galerías Piazza Scala, Milán.
- Galería de Arte Moderno (Milán) (La Teletta).
- Galería de Arte del Museo de San Paolo, (Brasil).
- Pinacoteca do Estado de São Paulo, (Brasil).
- Galería de Arte Moderno Ricci Oddi en Piacenza.
- Museo de Arte Italiano, Lima (Perú).
- Colecciones de arte del Museo de la Ciencia y Tecnología Leonardo da Vinci, Milán.
- Museo de Monza
- Galería de Arte Moderno (Genoa).
- Palacio Real, Ras el-Tin, Alejandría (Egipto).
- Museo Civico Villa dei Cedri, Bellinzona (Suiza)
- Pinacoteca metropolitana di Bari

## Exposiciones de arte
Ha participado en varias exposiciones en Londres, Nueva York, Milán, Roma, Venecia, Sao Paulo, Buenos Aires,  Lima y El Cairo.
- Giuseppe Amisani e Amedeo Bocchi, Esposizione di Belle Arti di Brera, Milán, 1912[cita requerida]
- Exposição Amisani, São Paulo, Brasil, 1913[cita requerida]
- Mostra individuale del pittore Giuseppe Amisani, Galleria Pesaro con la organización de El Estudio, Londres (Reino Unido), 1923.[cita requerida]
- Mostra individuale del pittore Giuseppe Amisani e dello scultore Eugenio Pellini, Galleria Pesaro con la organización deThe Studio, Milán, 1923.[cita requerida]
- Exotic Egyptian views, Arlington Gallery, Bond Street, Londres (Reino Unido), 1927.
- XVII Esposizione Internazionale d'arte, Biennale di Venezia, Venezia, 1930.[4]
- Mostra commemorativa di Giuseppe Amisani, Milán, 1950[cita requerida]
- Mostra Commemorativa di Giuseppe Amisani, Milán, 1951.[5]
- Accoppiamenti giudiziosi: Industria, arte e moda in Lombardia: 1830-1945, Museo d'arte moderna e contemporanea (Varese), Sergio Rebora, Anna Bernardini, 2004.[cita requerida]
- Industria, arte e moda in Lombardia: 1830-1945, Castello di Masnago, 2005.[6]
- Da Pellizza a Carrà: artisti e paesaggio in Lomellina, Vigevano, 2007.[4]
- Giuseppe Amisani, Il pittore dei Re, Castello Sforzesco, Pavia, 2008.
- Rirì la sciantosa e le altre. Ritratti di donne nella pittura di Giuseppe Amisani (1879-1941), Galleria Civica di Bari, 2012.[7]
- Il Novocento a Palazzo Isimbardi: nelle collezioni della Provincia di Milano, Raffaele De Grada, Palazzo Isimbardi, Milán.[cita requerida]
- Antonio Mancini, 1852-1930 : il collezionismo del suo tempo in Lombardia, Accademia Tadini, Lovere, 1997.
- Da Pellizza a Carrà: artisti e paesaggio in Lomellina, Vigevano, 2010 - 2011[cita requerida]
- From the Collection of the Uffizi Gallery, Beijing (2010) e Changsha (2011), China.[4]
- La collezione Terruzzi, Palazzo Reale, Milán, 2008.